# Drofa Dulog

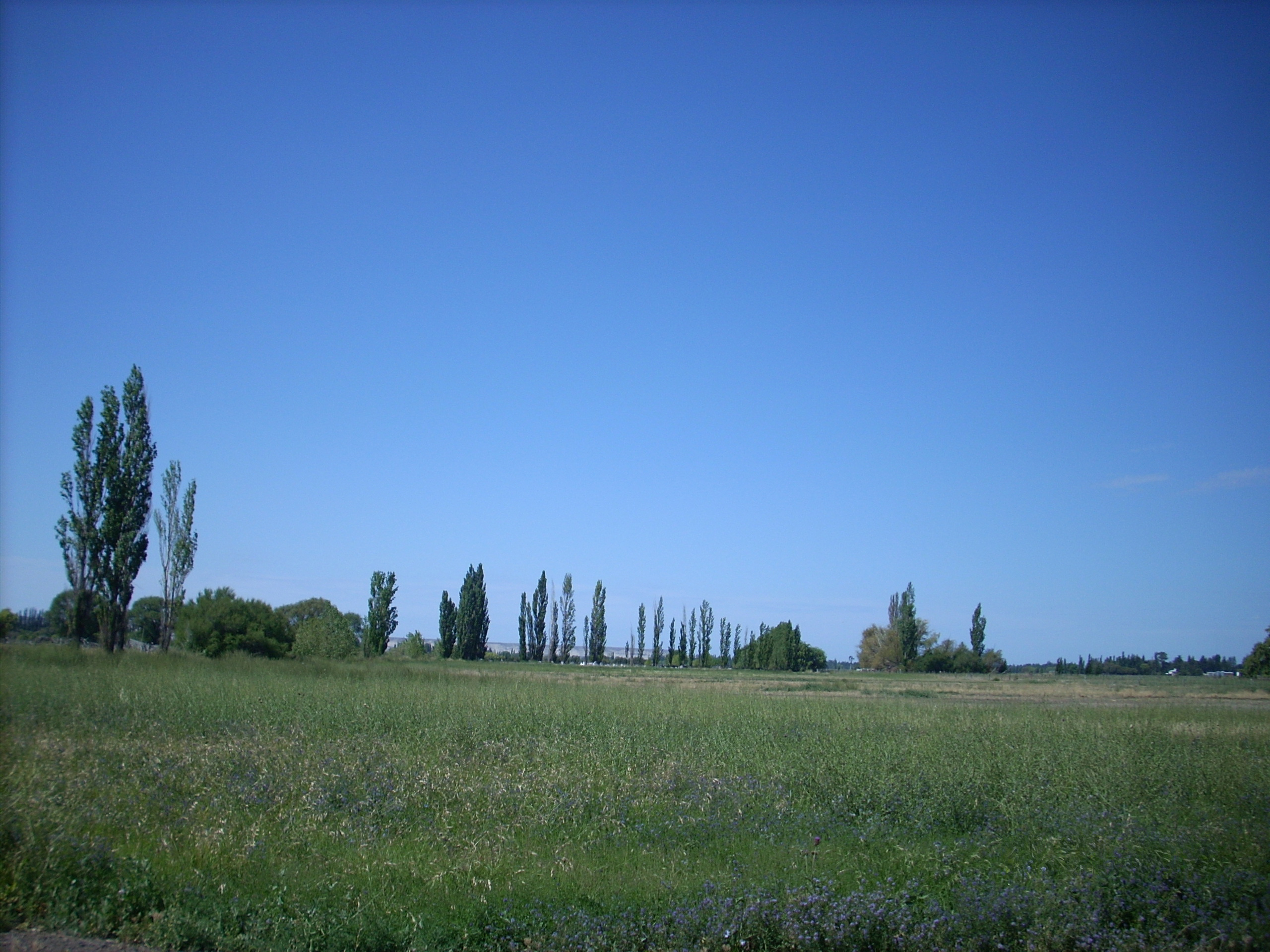
Vista de una chacra de la zona

Drofa Dulog es una zona rural del Valle inferior del río Chubut situada 13 km al suroeste de Trelew y junto a la zona rural de Bryn Gwyn en la provincia del Chubut.
En la zona se encuentra la Capilla Nazareth, construida en 1891, que tiene la particularidad de ser la única en el Valle cuyo púlpito se encuentra en el frente, vale decir, que para ubicarse en su interior, se encara a la concurrencia. Y también, la Escuela Provincial N° 66 «John Carrog Jones» que posee más de 100 años de historia y en el norte ya en el límite con la zona de Treorky, el Puente San Cristóbal.

## Chacra de Edward Owen
Edward Owen, ingeniero y agrimensor galés, llegó a la Patagonia en 1874. Le fueron cedidos 100 hectáreas de tierra en la zona de Drofa Dulog. Owen trabajó su chacra transformando la tierra y construyó su propia casa y anexos, introduciendo por primera vez en el Chubut máquinas agrícolas. La chacra fue llamada "Maes Llaned", que traducido del galés significa "lugar de Ed (Eduardo) cerca de la iglesia". En su chacra tuvo herrería y taller mecánico donde construía sus propios carruajes. Concibió su propio molino de agua y generador para producir electricidad utilizando el cauce de agua del cercano río Chubut. Su granja fue la primera en todo el valle, en toda la provincia del Chubut, y posiblemente en toda la Patagonia, en tener electricidad. Owen también atendía el culto dominical de la capilla Nazareth, donde fue diácono y el donante de la tierra donde se construyó la capilla.

## Mapa

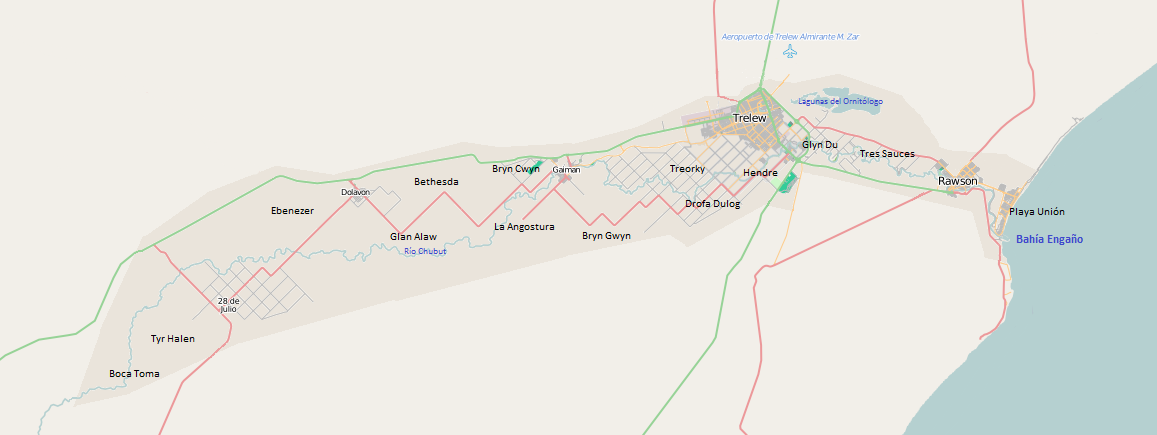
Mapa del valle con las localidades y zonas rurales